# Slag bij Hastenbeck
De Slag bij Hastenbeck was een veldslag op 26 juli 1757 als onderdeel van de Zevenjarige Oorlog. De slag vond plaats bij het plaatsje Hastenbeck bij Hamelen.
De geallieerde strijdkrachten van het keurvorstendom Hannover, Hessen en Brunswijk werden verslagen door een Frans leger, wat uiteindelijk resulteerde in de bezetting van Hannover, het keurvorstendom Brunswijk-Lüneburg, het vorstendom Brunswijk-Wolfenbüttel en de Conventie van Kloster Zeven.

## Achtergrond
De Fransen, bondgenoten van Oostenrijk, Rusland, Zweden en Saksen, trokken in april 1757 met twee legers, samen ongeveer 100.000 man sterk, Duitsland binnen. De Fransen hoopten de aandacht van koninkrijk Pruisen naar zich toe te trekken, de bondgenoot van Engeland en Hannover. Pruisen had verschillende veldslagen met Oostenrijk geleverd (Slag bij Lobositz, Slag bij Praag, Slag bij Kolin). De slag bij Kolin was een van de vreemdste uit de geschiedenis, doordat beide aanvoerders meenden dat ze de slag verloren hadden en zich al van het slagveld terugtrokken.
Een van de twee Franse legers, onder bevel van Prins de Soubise marcheerde door midden Duitsland. Het voegde zich daar samen met het zogenaamde Rijksleger onder bevel van Prinz von Hildburghausen. Deze coalitie ontmoette later een Pruisisch leger in de Slag bij Rossbach op 5 november 1757.
Het andere Franse leger stond onder leiding van maarschalk Louis-Charles d'Estrées en bestond uit ongeveer 50.000 man infanterie en 10.000 cavalerie met 68 kanonnen. D'Estrées trok op naar het keurvorstendom Hannover terwijl Pruisen tegen Oostenrijk vocht en Rusland en Zweden op het westelijk front geen hulp konden bieden.
60% van het 'Observatieleger van Hannover' kwam uit Hannover. De rest kwam uit Hessen (25%), Brunswijk en Pruisen. De bronnen uit die tijd geven verschillende aantallen op van het leger: de ramingen lopen uiten van 37.000 tot 47.000 man.
Het commando was in handen van Willem van Cumberland (William Augustus de hertog van Cumberland), de zoon van de Britse koning George II van Groot-Brittannië.

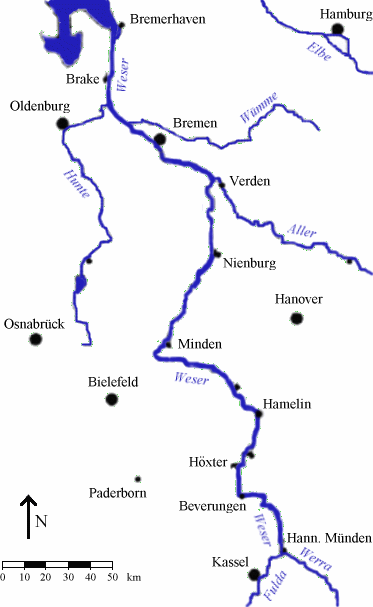
De Weser en de forten bij Hameln, Minden, Nienburg en Bremen vormden een natuurlijke verdedigingslinie.

Hannover weigerde de rivier de Rijn te verdedigen, omdat die verder naar het westen loopt. Dit liet de Pruisen geen andere keus dan hun fort in Wesel en in april ook de linie van de rivier de Lippe te verlaten.
Cumberlands hoofddoel was de verdediging van Hannover. Hij concentreerde zijn leger bij Bielefeld. Na een kort verzet bij Brackwede besloot Cumberland ten zuiden van Minden de Weser over te steken, met de bedoeling om de Weser als natuurlijke verdedigingslinie te gebruiken en Franse troepen te verhinderen de rivier over te steken. De hertog stelde zijn hoofdmacht op bij Hamelen, enkele kilometers ten noordwesten van Hastenbeck en liet de Pruisische bataljons als garnizoen achter in Minden. Hij stelde ook patrouilles in langs de rivier. Ondertussen zonden de Fransen een kleine strijdmacht naar het noorden, waar ze op 3 juli Emden innamen, een belangrijke aanvoerplaats voor Groot-Brittannië in Duitsland. Op 15 juli nam een andere eenheid Kassel in.
Na zijn verlies in de slag bij Kolin trok Frederik de Grote ook de zes bataljons terug die hij aan Hannover had uitgeleend.

## De veldslag

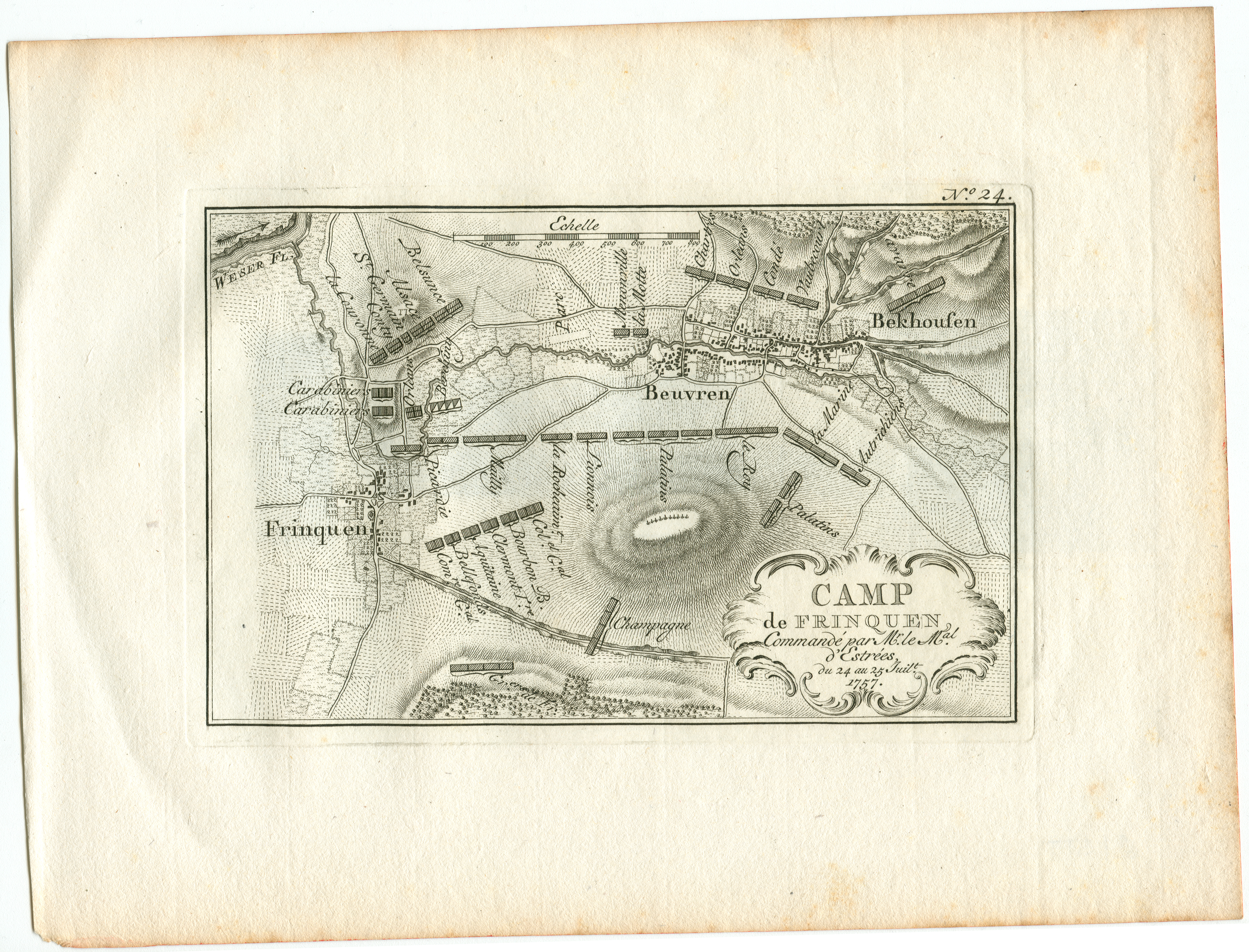
Franse kampen 24 tot 25 juli 1757 rond Frenke bij Emmertal; kopergravure "Nr. 24" door Jakob van der Schley

De legers ontmoeten elkaar op de ochtend van 25 juli bij het dorpje Hastenbeck (tegenwoordig gemeente Hamelen). De commandant van de Franse rechterflank, generaal François de Chevert, kreeg opdracht de strijd aan te binden met de Hannoveraanse troepen bij het iets verder zuidoostelijk gelegen dorp Voremberg (tegenwoordig gemeente Emmerthal), maar slaagde er niet in hen hieruit te verdrijven. Omdat de Franse linkerflank onder generaal de Broglie nog bezig was bij Hamelen de Weser over te steken, besloot D'Estrées de slag uit te stellen tot hij al zijn troepen ter beschikking had.
De volgende dag was het gehele Hannoveraanse leger opgesteld op een lijn tussen Hamelen en Voremberg. Hun rechterflank werd begrensd door de rivier de Hamel en de Hastenbachkreek. Het centrum van de Hannoveraanse lijn was opgesteld ten noorden van het dorp Hastenbeck met een artilleriebatterij op de hoge grond achter deze plaats. De Hannoveraanse linkerflank bestond uit twee verschanste batterijen met bataljons grenadiers om de batterijen te beschermen. De linkerflank eindigde bij Obensburg. Cumberland maakte de fout te veronderstellen dat de heuvel ontoegankelijk was voor troepen in formatie, en vertrouwde de heuvel toe aan drie compagnieën jagers, een uiterst zwakke verdediging voor een dergelijk belangrijk steunpunt.
Generaal Chevert kreeg opdracht om met vier brigades manschappen uit Picardië, Marne, Navarre en Eu de Hannoveraanse flank te omtrekken. Om 9 uur 's ochtends naderden deze troepen in drie colonnes Obensburg en overweldigden snel de jagers. De hertog van Cumberland zag dat zijn positie bedreigd werd en gaf zijn reserves en de grenadiers opdracht Obensburg te heroveren. Dat betekende dat deze troepen niet meer in het midden van de frontlijn beschikbaar waren toen daar de Franse hoofdaanval plaatsvond.
Dat gebeurde toen generaal D'Armentières Voremberg aanviel met vijf brigades infanterie en vier regimenten van dragonders te voet. Tegelijkertijd viel het Franse centrum de batterij ten noorden ervan aan. De grote Hannoveraanse batterij wist verschillende Franse aanvalsgolven af te slaan maar werd uiteindelijk onder de voet gelopen.
De Hannoveraanse reserve, die naar Obensburg was gestuurd, wist daar de situatie te herstellen. Maar doordat de hertog van Cumberland zijn leger begin terug te trekken, konden ze deze geïsoleerde positie niet handhaven.
Gedurende de gevechten werd het plaatsje Hastenbeck bijna helemaal vernietigd, alleen de kerk, de pastorie en een boerderij bleven gespaard.
Over de slag en de gevolgen schreef de Duitse schrijver Wilhelm Raabe de historische roman Hastenbeck (verschenen in Berlijn, 1899).
- Gemeinsame Normdatei: 7534691-6
- Nationale Bibliotheek van Tsjechië: ph549745